# Rhaphiostylis madagascariensis
Rhaphiostylis madagascariensis är en tvåhjärtbladig växtart som beskrevs av René Paul Raymond Capuron. Rhaphiostylis madagascariensis ingår i släktet Rhaphiostylis och familjen Icacinaceae. Inga underarter finns listade i Catalogue of Life.